# Буревестник (баскетбольный клуб, Ленинград)
«Буревестник» — баскетбольный клуб из Ленинграда.

## О команде
Баскетбольный клуб «Буревестник» является двукратным чемпионом СССР и наиболее титулованным клубом Ленинграда после «Спартака».
Команда основана в 1936 году на базе клуба Союза Кооперации и Госторговли (СКиГ). Мужская и женская команды участвовали в первом клубном чемпионате СССР (1937 год). В тот год мужская команда заняла в чемпионате 5-е место, а в сезонах 1938 и 1940 годов не потерпела ни одного поражения.
После войны мужская студенческая команда Ленинграда выступала в высшей лиге под названием ЛЭТИ (1951-52 гг.), «Наука» (1953-54 гг.) и, наконец, снова «Буревестник» (1955-61 гг.). Лучшее достижение - 4-е место в чемпионате страны 1958 года. В 1971 году мужская команда последний раз принимала участие в чемпионате СССР, женская команда продолжала выступления до 1991 года.  
С 1936 по 1954 годы бессменным тренером мужской и женской команд «Буревестник» работал Михаил Николаевич Крутиков. 

## Награды мужской команды
- Чемпион СССР: 1938, 1940

## Награды женской команды
- Серебро чемпионата СССР: 1964
- Бронза чемпионата СССР: 1961, 1968

## Известные игроки
- Разживин, Виктор Николаевич
- Петкявичюс, Казис Казио
- Кутузов, Олег Иванович
- Мамонтов, Олег Александрович
- Венедиктов, Александр Павлович
- Фомичёв, Владимир
- Пряхин, Михаил
- Смирнов, Марк
- Некрасов, Юрий
- Попков, Олег
- Быков, Игорь
- Иванов, Леонид Геннадьевич